# Antoni Estivill i de Llorach
|  | No s'ha de confondre amb Antoni Estivill Domènech. |

Antoni Estivill i de Llorach (Reus, 20 d'abril de 1875 - 26 d'abril de 1955) va ser un advocat i polític català.
Fill de família benestant, el seu pare era el passant de notari Antoni Estivill Camplà, i la seva mare Josepa Isabel de Llorach Torrents, tots dos de Reus. Es va llicenciar en Dret per la Universitat de Barcelona i va obrir a Reus un bufet que va tenir prestigi comarcal. Membre en la seva joventut del Partit Liberal Conservador, va dedicar-se al periodisme, i va ser director del diari Crónica Reusense, d'aquesta ideologia. El 1903 s'afilià a Unió Republicana i més endavant va ser membre del Partido Reformista. El 1904 va ser un dels accionistes i fundadors de la Comunitat de Regants del Pantà de Riudecanyes. Va ser secretari segon de l'Ajuntament de Reus, càrrec al que va renunciar el 1905 quan va ser elegit secretari de la Comunitat de Regants del Pantà de Riudecanyes. Va ser elegit diputat provincial pel districte de Reus i formà part de la Diputació de Tarragona en el consistori de 1909. Va ser nomenat vicepresident de la Diputació a inicis de 1911 i va formar part de les comissions de Foment i Junta d'Obres del Port. El mateix 1911 era designat president de la corporació provincial. Aquell mateix any, la Diputació de Tarragona, juntament amb el carlí Víctor Josep Olesa, el republicà Josep Mestres i el liberal Francesc Roig, el nomenà membre de l'equip de redacció de les bases del projecte per mancomunar les quatre diputacions catalanes que van donar origen a la Mancomunitat. Era un brillant orador i va promoure la creació d'aquesta institució a través de discursos i conferències a Reus i a Tarragona, almenys fins a finals de 1912. Al crear-se la Mancomunitat el 1914 en va ser un dels vicepresidents. Va ser vicepresident de l'Agrupació de Jurats Mixtos del Treball de Tarragona l'any 1936. Després de la guerra civil, va ser degà del Col·legi d'Advocats de Reus entre els anys 1949 i 1955. Un germà seu, Ricard Estivill, va ser un pintor deixeble de Joaquim Mir.